# Присвійні займенники
Присвійні займенники — розряд особових займенників, що вказують на належність до учасників розмови.
Приклади: «мій», «твій», «їхній», «його», «її», «свій».
Змінюються як прикметники, за винятком присвійних займенників третьої особи.
У деяких мовах (семітських, фінській та ін.) належність вказується з допомогою присвійних афіксів.